# کوکدیل (کلرادو)
کوکدیل (به انگلیسی: Cokedale) شهری در ایالت کلرادو کشور ایالات متحده آمریکا است که جمعیت آن در سرشماری سال ۲۰۱۰ میلادی، ۱۲۹ نفر بوده‌است.